# Песчаная (Черкасская область)
Песчаная (укр. Піщана) — село в Тальновском районе Черкасской области Украины.
Население по переписи 2001 года составляло 326 человек. Почтовый индекс — 20453. Телефонный код — 4731.

## Известные уроженцы
- Горовенко, Григорий Гаврилович (1914—1986) — хирург, заслуженный деятель науки УССР, лауреат Государственной премии Украины в области науки и техники.

## Местный совет
20453, Черкасская обл., Тальновский р-н, с. Лоташово, ул. Курова, 17